# Psorospermum crenatum
Psorospermum crenatum är en johannesörtsväxtart som först beskrevs av Christiaan Hendrik Persoon, och fick sitt nu gällande namn av Bénédict Pierre Georges Hochreutiner. Psorospermum crenatum ingår i släktet Psorospermum och familjen johannesörtsväxter. Inga underarter finns listade i Catalogue of Life.